# Liliacul pitic din Insula Crăciunului
Liliacul pitic din Insula Crăciunului (Pipistrellus murrayi) a fost o specie de liliac vesper întâlnit doar pe Insula Crăciunului, Australia. Specia este acum dispărută, ultimul liliac fiind văzut în august 2009, iar de atunci nu au mai existat alte observări, în ciuda eforturilor intense de localizare a speciei.

## Taxonomie și etimologie
A fost descrisă ca specie nouă de paleontologul britanic Charles William Andrews . Numele specific „murrayi” a fost probabil inspirat de Sir John Murray, care a ajutat la plata expediției lui Andrews în Insulele Crăciunului.
Specia a fost uneori considerată sinonimă cu Pipistrellus tenuis. Cu toate acestea, revizuiri ale genului bazate pe baculum au identificat Pipistrellus murrayi ca specie distinctă. Acest lucru a fost susținut de analizele genetice efectuate pentru guvernul australian ca parte a investigației sale asupra declinului ecologiei Insulei Crăciunului și a populației pipistrelului la mijlocul anului 2009. Rezultatele acestui studiu indică faptul că pipistrelul era strâns înrudit cu alte specii asiatice de pipistrel, dar distinctă de acestea.

## Descriere
Era un liliac mic care cântărea în jur de 3–4,5 grame. Avea blana maro închis, cu vârfurile firelor gălbui. Antebrațul avea 30–33mm lungime. A fost cea mai mică specie de lilieci descrisă din Australia. Urechile sale erau triunghiulare și rotunjite la vârfuri. Patagiul său avea un calcar distinct. Coada sa ieșea foarte ușor (2 milimetri) în afara patagiului. Lungimea capului și corpului său era de 35–40 mm. Coada avea 30–31 mm lungime. Urechile aveau 9–11mm lungime. Picioarele aveau 6–8mm lungime.

## Biologie
Această specie se hrănea cu insecte și se adăpostea în scorburi și vegetație în descompunere.

## Declin și dispariție
Populația de pipistrel din Insula Crăciunului a scăzut dramatic din 1990. Era odinioară văzut în întreaga insulă, inclusiv în așezări umane.
O reevaluare a numărului de indivizi rămași în ianuarie 2009 a sugerat că mai erau doar 20 de lilieci. Singurul cuib comunal cunoscut conținea doar patru indivizi. Cu trei ani înainte, această colonie număra 54 de indivizi și mai erau și alte câteva colonii cunoscute, de dimensiuni similare. Monitorizarea de la începutul anului 2009 a arătat că unii lilieci au supraviețuit în sălbăticie, determinând guvernul australian să anunțe pe 1 iulie 2009 că va încerca să salveze liliacul, prin capturarea ultimilor indivizi rămași, cu asistența cercetătorilor voluntari de la Societatea Australasiatică a Liliecilor. La începutul lunii august 2009, guvernul australian a dat permisiunea de capturării liliecilor pentru a stabili un program de reproducere în captivitate. Cu toate acestea, după patru săptămâni de căutări, a fost localizat doar un singur liliac. Cercetătorii nu au reușit să-l prindă, iar ultimul apel de ecolocație al acestuia a fost înregistrat pe 26 august 2009. Pe 8 septembrie 2009, guvernul australian a anunțat că încercările de capturare a liliecilor au eșuat. De atunci nu pipistreulul nu a mai văzut sau auzit pe Insula Crăciunului și se crede că specia este acum dispărută. Se crede că este prima dispariție de mamifere din Australia în ultimii 50 de ani.

## Cauza declinului
Nu se cunoaște cauza declinului acestei specii de liliac. Au fost sugerate mai multe amenințări potențiale: prădare sau tulburări ale locurilor de cuibărit. Specii introduse, cum ar fi șarpele Lycodon capucinus, centipedul gigant, furnica nebună galbenă, șobolanul negru sau pisicile sălbatice, au fost toate identificate ca potențial suspecte responsabile de declin fie prin prădare, fie prin deranjarea liliecilor. De asemenea, s-a speculat că responsabile pentru declin ar putea fi o amenințare neidentificată pentru sănătate sau otrăvirea cu insecticidul Fipronil, folosit pentru a controla „supercoloniile” furnicilor nebune galbene.